# 15620 Бельтрамі
15620 Бельтра́мі (15620 Beltrami) — астероїд головного поясу, відкритий 29 квітня 2000 року.
Тіссеранів параметр щодо Юпітера — 3,495.